# 电子海图显示与信息系统
电子海图显示与信息系统（英語：ECDIS, Electronic Chart Display and Information System），是指符合有关国际标准的航用电子海图系统。它以计算机为核心，连接定位、测深、计程仪、雷达等设备，以ENC（电子海图\航道图）为基础，综合反映船舶行驶状态，为船舶驾驶人员提供各种信息查询、量算和航海记录专门工具，是一种专题地理信息系统（GIS）。
ECDIS相关的国际标准有：S57—IHO水道测量数据交换标准；S52—电子海图内容与显示规范；S58—推荐ENC验证检查标准；S63—IHO数据保护方案；IEC61174—ECDIS硬件检测标准等。